# تشارلز جاي بيدل
تشارلز جاي بيدل (بالإنجليزية: Charles J. Biddle)‏ هو محامي أمريكي، ولد في 13 مايو 1890 في Andalusia (estate) ‏ في الولايات المتحدة، وتوفي في 22 مارس 1972.